# Наступление в Южной Добрудже
Наступле́ние в Ю́жной Добру́дже (англ. Southern Dobruja Offensive, 10 — 18 июля 1913) — одно из сражений румынской интервенции в Болгарию во время Второй Балканской войны, происходившее с 10 по 18 июля 1913 года. Целью румынского наступления являлась присоединение Южной Добруджи к Королевству Румынии, претензии на который от Царства Болгарии возникли ещё во время Первой Балканской войны. В результате наступления болгарские войска
потерпели поражение, и румынские войска оккупировали (а затем анонсировали) Южную Добруджу и на непродолжительный период город Варна. После подписания Бухарестского мирного договора регион был окончательно передан под контроль Румынии.
Наступление в Добрудже стало одним из крупнейших в войне, а также крупнейшим и самым значимым для румынских войск. Сопротивление от болгарских войск практически отсутствовало, поэтому румыны смогли развить мощное контрнаступление и захватить Южную Добруджу, которая окончательно закрепилась Бухарестским мирным договором. Кроме того во время операции проводились морские бои, также оказавшие влияние на победу румын.

## Предыстория
Румыния не участвовала в боевых действиях  за границей с 1878 года после окончания Русско-турецкой войны, после которой Соединённые княжества Молдавии и Валахии стала королевством. Период в истории страны, когда она не участвовала в войнах, получил название «Старое королевство». Нейтралитета в войнах она придерживалась до 1916 года, когда не вступила в Первую мировую войну на стороне Антанты. Но кроме этого она почувствовала во Второй Балканской войне.
В 1913 году, во время Первой Балканской войны и после подписания Лондонского мирного договора у Румынии и Болгарии возникли территориальные претензии по  поводу переданной последней Южной Добруджи по линии Тутракан-Бальчик, и румынское правительство  угрожало вступить в войну на стороне Османской империи. Однако после начала Второй Балканской войны за передел территории Румыния увидела прекрасную возможность аннексировать Добруджу. 10 июля 1913 года Румыния объявила войну Болгарии.

## Вторжение в Добруджу
В тот же день, когда Румыния объявила войну, 5-й корпус под командованием генерала Йоана Кулкера численностью 80 тыс человек пересёк границу с Болгарией в Добрудже, и в тот же день они смогли переправиться через Дунай у Силистры, не встретив сопротивления.